# Eupithecia latoniata
Eupithecia latoniata är en fjärilsart som beskrevs av Pierre Millière 1883. Eupithecia latoniata ingår i släktet Eupithecia och familjen mätare. Inga underarter finns listade i Catalogue of Life.